# Кейдж, Брайан
Брайан Кристофер Баттон (англ. Brian Christopher Button, род. 2 февраля 1984, Чико, Калифорния), более известный под именем Брайан Кейдж (англ. Brian Cage) — американский рестлер и бодибилдер, выступающий в All Elite Wrestling (AEW), где он является бывшим чемпионом FTW. В настоящее время он является действующим чемпионом мира XPW в тяжёлом весе.
Баттон был принят в World Wrestling Entertainment в 2008 году и был назначен на их тренировочную территорию Florida Championship Wrestling, где он работал под именем Крис Логан. В следующем году он покинул промоушен и начал работать на американской независимой сцене, в частности, в Pro Wrestling Guerrilla под именем Брайан Кейдж-Тейлор. В 2014 году Баттона наняли для участия в телесериале Lucha Underground канала El Rey Network, где он выступал под именем Кейдж. Поскольку Lucha Underground был создан мексиканским промоушеном Lucha Libre AAA Worldwide, он появился на нескольких шоу AAA. Также Кейдж появлялся на шоу американского партнера AAA — Impact Wrestling, где он является бывшим чемпионом мира Impact и бывшим чемпионом икс-дивизиона Impact.

## Личная жизнь
В 2016 году Баттон начал встречаться с Мелиссой Сантос, которая работала в Lucha Underground в качестве ринг-анонсера. 23 января 2018 года Сантос родила девочку, Скайлар Фейт Баттон. Пара поженилась 12 июля 2019 года. Их брак также был отмечен во время трансляций Impact Wrestling в августе и сентябре: шоу провело собственную церемонию (под началом Отца Джеймса Митчелла) после предложения Кейджа на экране в начале трансляции. Ранее он был женат на другой женщине, а также имеет сына Ноа Уайкоффа от предыдущих отношений.

## Титулы и достижения
- Кейдж — бывший чемпион мира ImpactAll Elite Wrestling
  - Чемпион FTW (1 раз)[4]
  - Матч Casino с лестницами (2020)[5]
- All Pro Wrestling

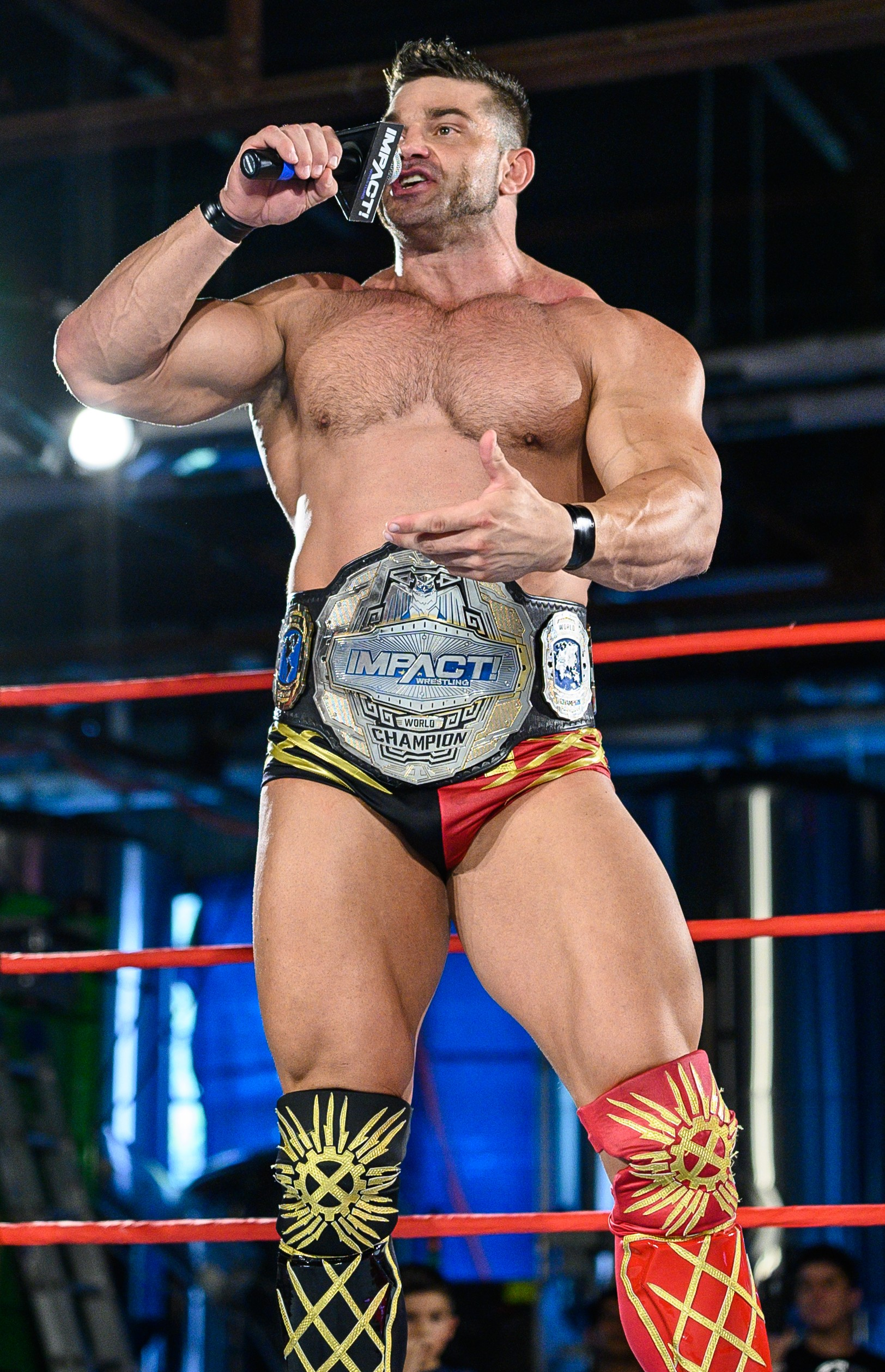
Кейдж — бывший чемпион мира Impact

  - Всемирный интернет-чемпион APW (1 раз)[6]
- Championship Wrestling from Hollywood
  - Командный чемпион наследия NWA (2 раз) — с Шоном Рикером
- DDT Pro-Wrestling
  - Чемпион железных людей в хеви-металлическом весе (1 раз)[7]
- Dungeon Championship Wrestling
  - Чемпион DCW в тяжёлом весе (1 раз)[8]
- FEST Wrestling
  - Кубок любви (2017) — с Сами Каллиханом[9]
- Fighting Spirit Pro
  - Чемпион мира FSP в тяжёлом весе (1 раз)
- Florida Championship Wrestling
  - Командный чемпион Флориды FCW (1 раз) — с Джастином Гэбриэлем[10]
- Future Stars of Wrestling
  - FSW в тяжёлом весе (1 раз)[11]
- Impact Wrestling
  - Чемпион мира Impact (1 раз)
  - Чемпион икс-дивизиона Impact (1 раз)
  - Звезда икс-дивизиона года (2018)[12]
- International Wrestling Federation
  - Чемпион мира IWF (1 раз)[13]
- Lucha Libre AAA Worldwide
  - Кубок мира луча либре (Мужской дивизион 2016) — с Чаво Герреро-младшим и Джонни Мундо[14]
- Lucha Underground
  - Чемпион «Дар богов» Lucha Underground (1 раз)
  - Последняя возможность
- Main Event Wrestling
  - Кубок Калифорнии (2011)[15]
- Masters of Ring Entertainment
  - Чемпион MORE Wrestling (1 раз)
- Mayhem Wrestling Entertainment
  - MWE в тяжёлом весе (1 раз)[16]
- Mach One Wrestling
  - Командный чемпион M1W (1 раз) — с Шоном Рикером
  - Турнир за титул командных чемпионов M1W (2010) — с Шоном Рикером
- North America Wrestling
  - Чемпион NAW в тяжёлом весе (1 раз)
  - Чемпион Северной Америки NAW (1 раз)[17]
- Piledriver Pro Wrestling
  - Чемпион PPW в тяжёлом весе (1 раз)[18]
- Pro Championship Wrestling
  - Межкалифорнийский чемпион PCW (1 раз)
- Pro Wrestling Experience
  - Чемпион PWE в тяжёлом весе (1 раз)
- Pro Wrestling Guerrilla
  - Командный чемпион мира PWG (1 раз) — с Майклом Элгином
- Pro Wrestling Illustrated
  - Самый прогрессирующий рестлер года (2019)[19]
  - № 48 в топ 500 рестлеров в рейтинге PWI 500 в 2019[20]
- Pro Wrestling Revolution
  - Чемпион PWR в полутяжёлом весе (1 раз)[21]
  - Командный чемпион PWR (2 раза) — с Дереком Сандерсом
- Warrior Wrestling
  - Чемпион Warrior Wrestling (1 раз)
- WrestleCircus
  - Чемпион-рингмастер WC (2 раза)[22]
  - Чемпион вторичных шоу WC (1 раз)[23]
- World Series Wrestling
  - WSW в тяжёлом весе (1 раз)[24]
  - Командный чемпион WSW (1 раз) — с Флипом Гордоном[25]
- Xtreme Pro Wrestling
  - Чемпион мира XPW в тяжёлом весе (1 раз)[26][27]

## Luchas de Apuestas
| Победитель                   | Проигравший           | Место  | Шоу               | Дата           | Прим.  |
| ---------------------------- | --------------------- | ------ | ----------------- | -------------- | ------ |
| Альберто Эль Патрон (волосы) | Брайан Кейдж (волосы) | Мехико | Triplemanía XXIII | 9 августа 2015 | [ 28 ] |